# Amiran Szawadze
Amiran Szawadze (gruz. ამირან შავაძე; ur. 22 września 1993) – gruziński zapaśnik walczący w stylu klasycznym. Brązowy medalista mistrzostw Europy w 2020; piąty w 2025. Trzeci na mistrzostwach Europy kadetów w 2009 i 2010 roku.